# آر كيو-170 سنتينال
الآر كيو-170 سنتينال (بالإنجليزية: RQ-170 Sentinel)‏، هي طائرة عسكرية من دون طيار صنعتها شركة لوكيهيد مارتن الأمريكية، تستخدم هذه الطائرة للإطلاع والتجسس والقيام بقصف جوي مباشر لإصابة الاهداف، واستخدمت مراراً وتكراراً في عمليات عسكرية في باكستان وأفغانستان .
في شهر ديسمبر 2011، أعلن الجيش الإيراني إسقاط طائرة آر كيو-170، و قال بأن الطائرة تجاوزت الحدود الإيرانية، فقام بإسقاطها وبعد عدة أيام ظهرت طائرة آر كيو-170 في وسائل الإعلام الرسمية للنظام الإيراني، وهذا ماشكل صفعة قوية لمسؤولي القوات الجوية الأمريكية. في ديسمبر 2011، أعلنت إيران أنها أسقطت طائرة RQ-170 دخلت مجالها الجوي.

## وصلات خارجية
- RQ-170 Sentinel Fact Sheet from the U.S. Air Force
- "Black UAV Performs In Afghanistan". Aviation Week. 11 ديسمبر 2009. مؤرشف من الأصل في 2020-04-04.
- RQ-170 Sentinel Pictures from DefenceTalk.com